# Uria lomvia
L'uria di Brünnich (Uria lomvia (Linnaeus, 1758)) è un uccello marino della famiglia degli Alcidi.

## Distribuzione e habitat
Questa specie ha un areale circumpolare artico che comprende le regioni artiche di Nord America, Europa e Asia. I limiti meridionali della nidificazione sono rappresentati dalle isole Kurili (Russia), Terranova e Labrador (Canada) e Alaska (USA).

## Sistematica
Uria lomvia ha 4 sottospecie:
- U. lomvia lomvia (Linnaeus, 1758)
- U. lomvia arra (Pallas, 1811)
- U. lomvia eleonorae Portenko, 1937
- U. lomvia heckeri Portenko, 1944

## Galleria d'immagini

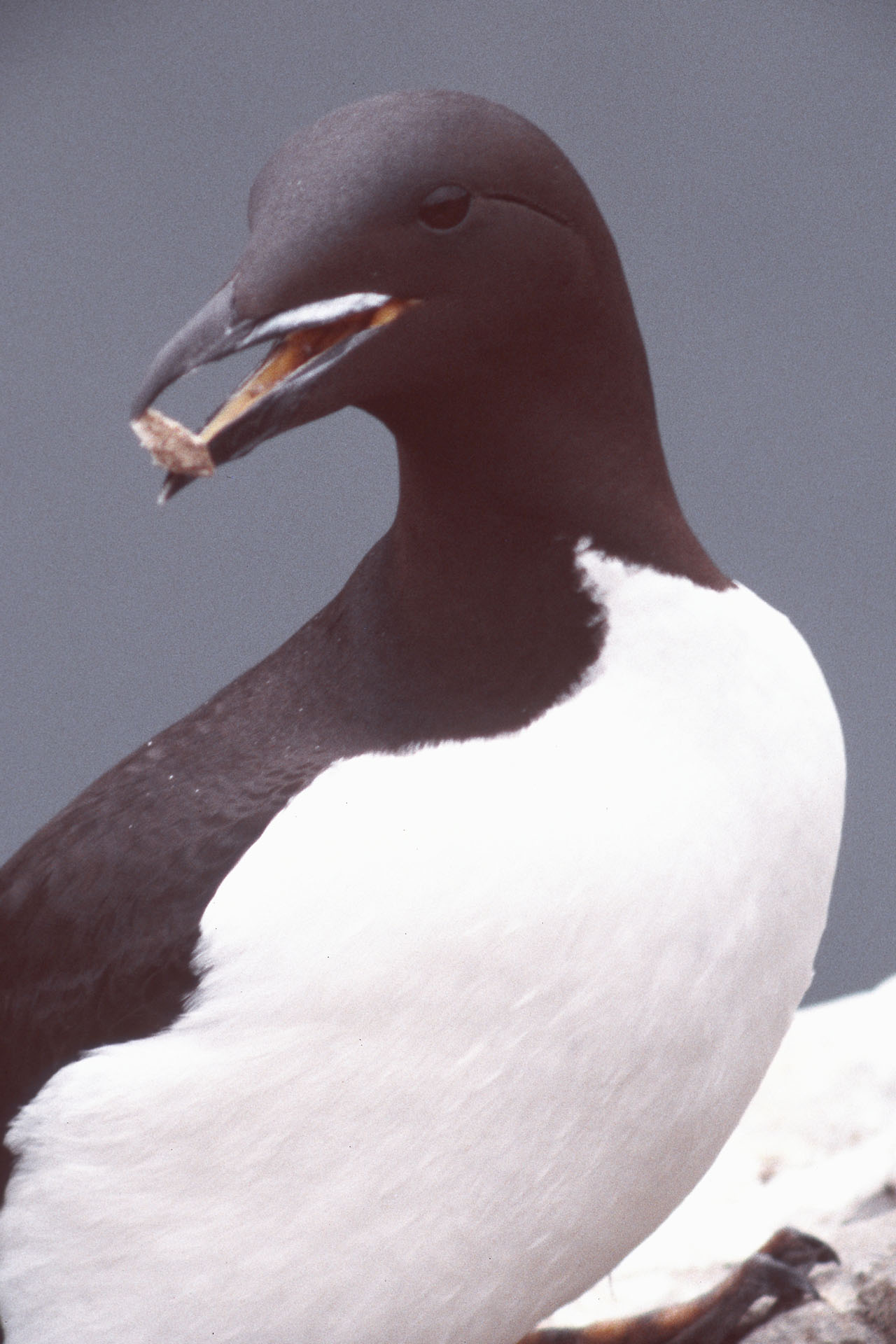
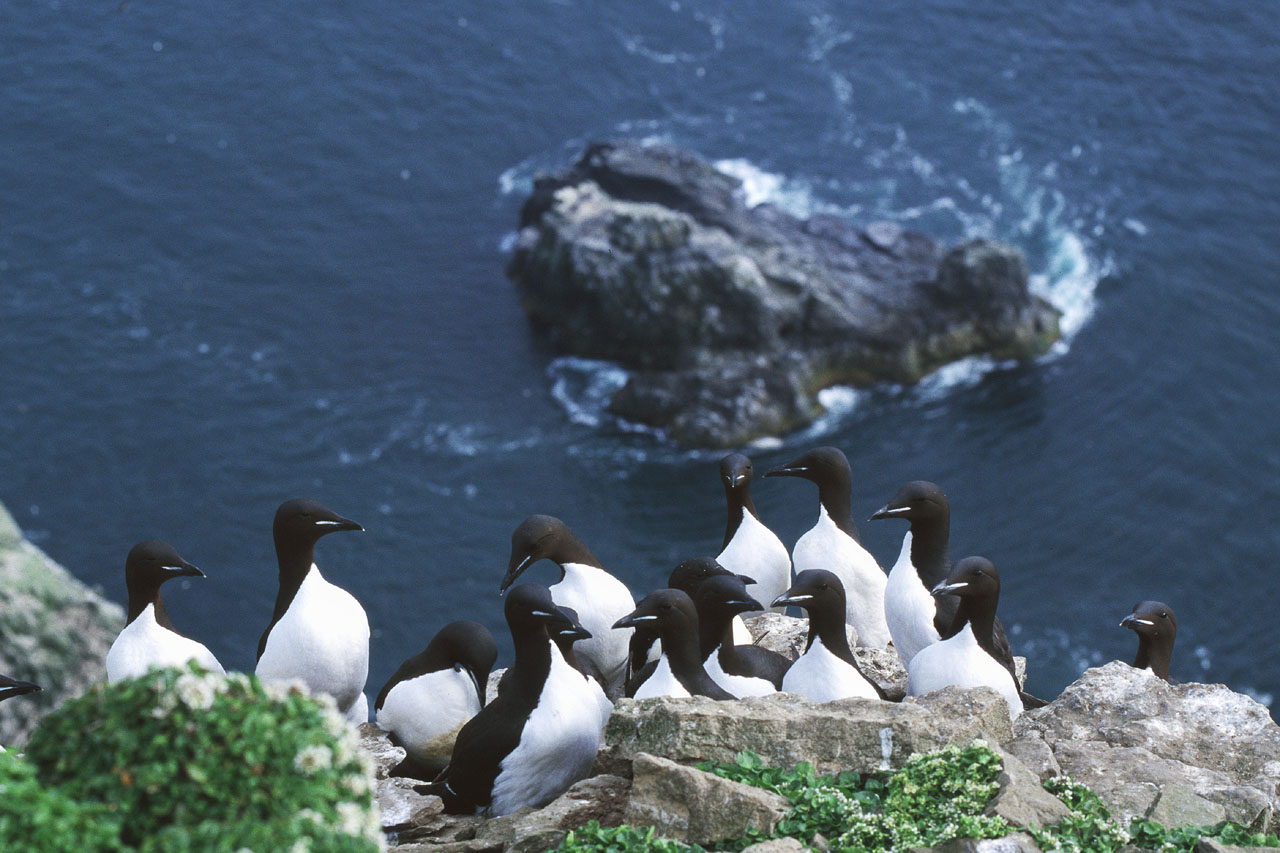
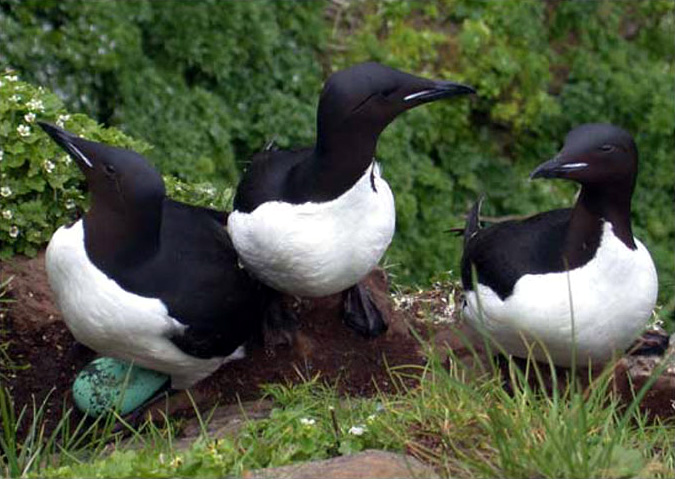
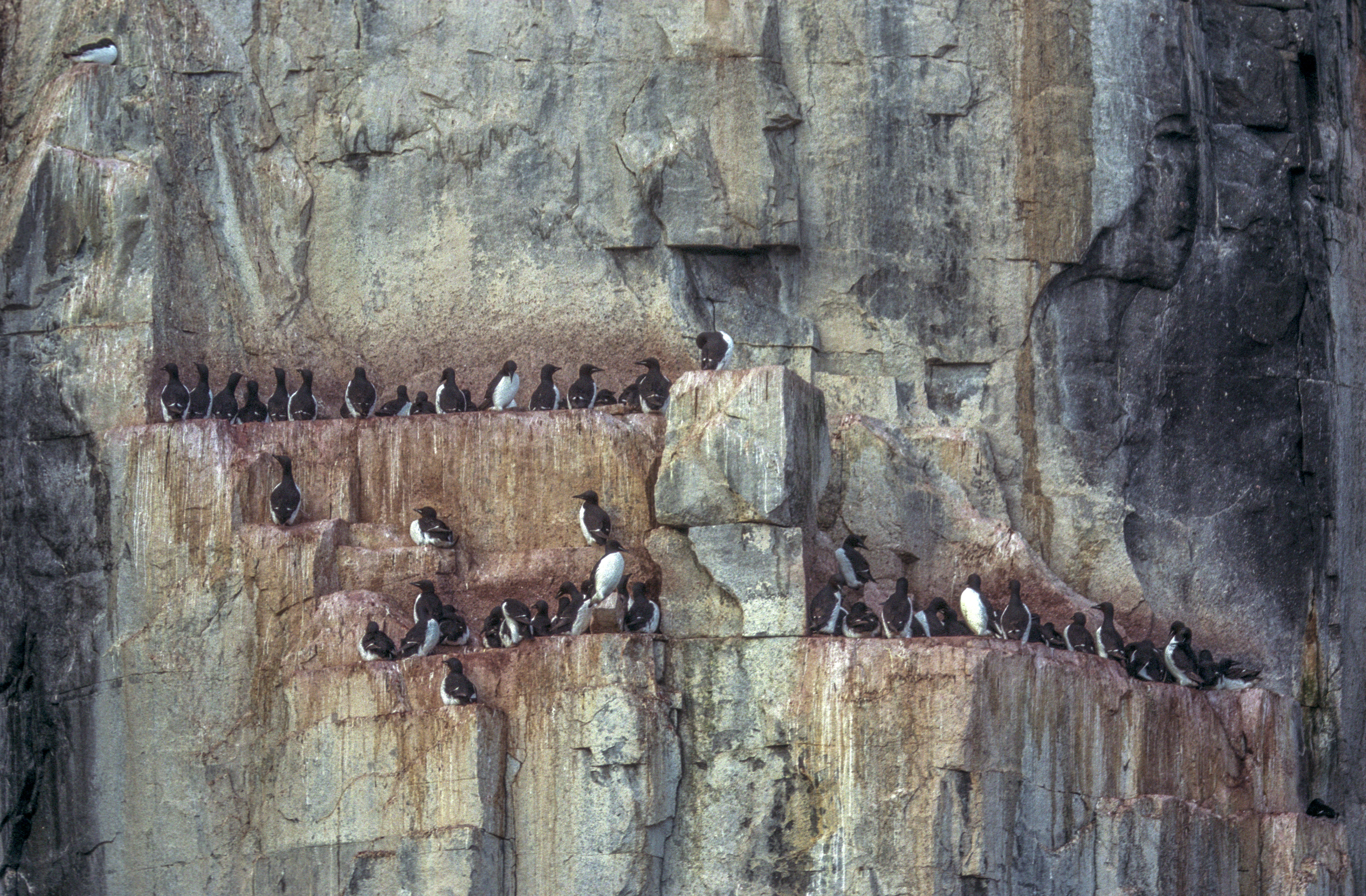
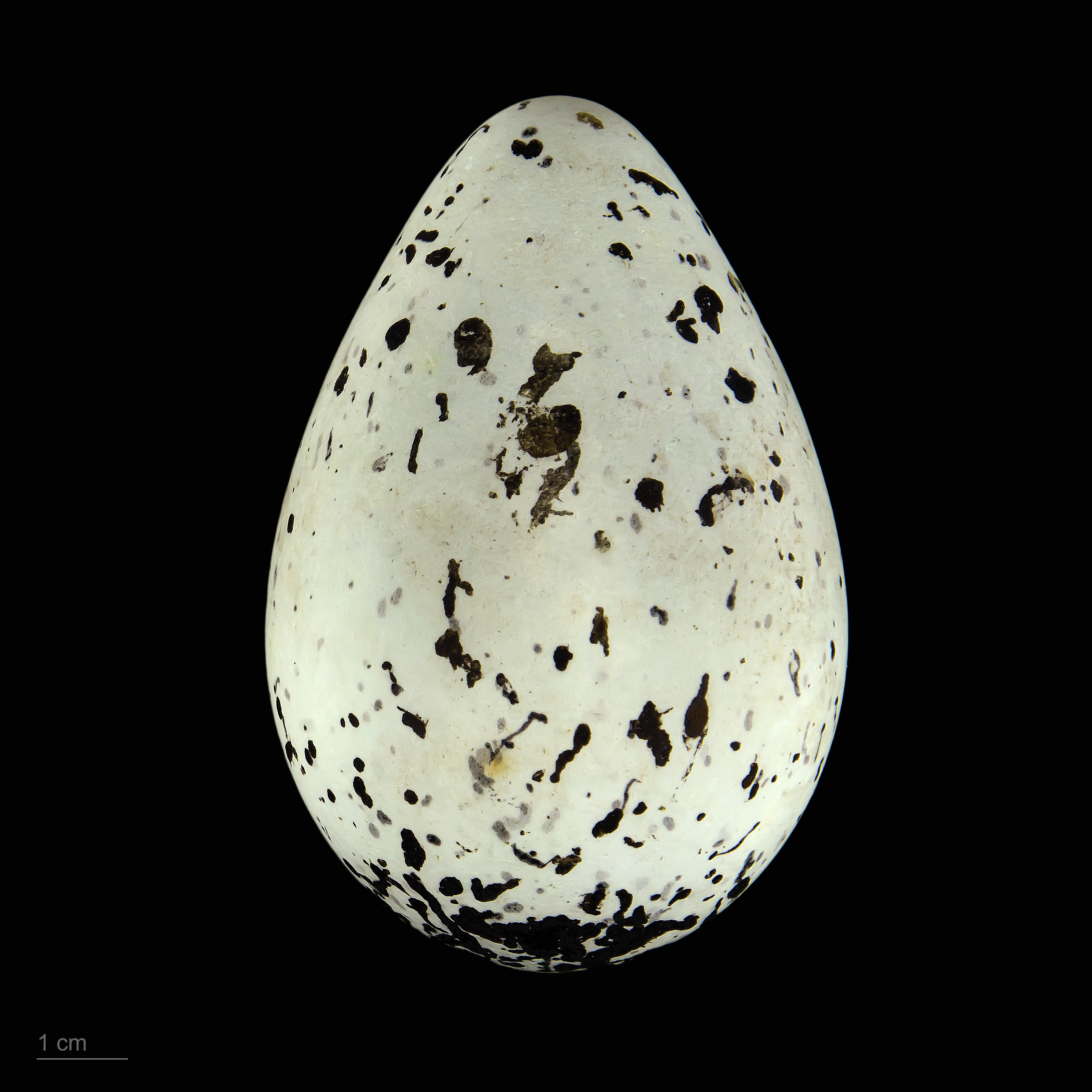
Museum specimen
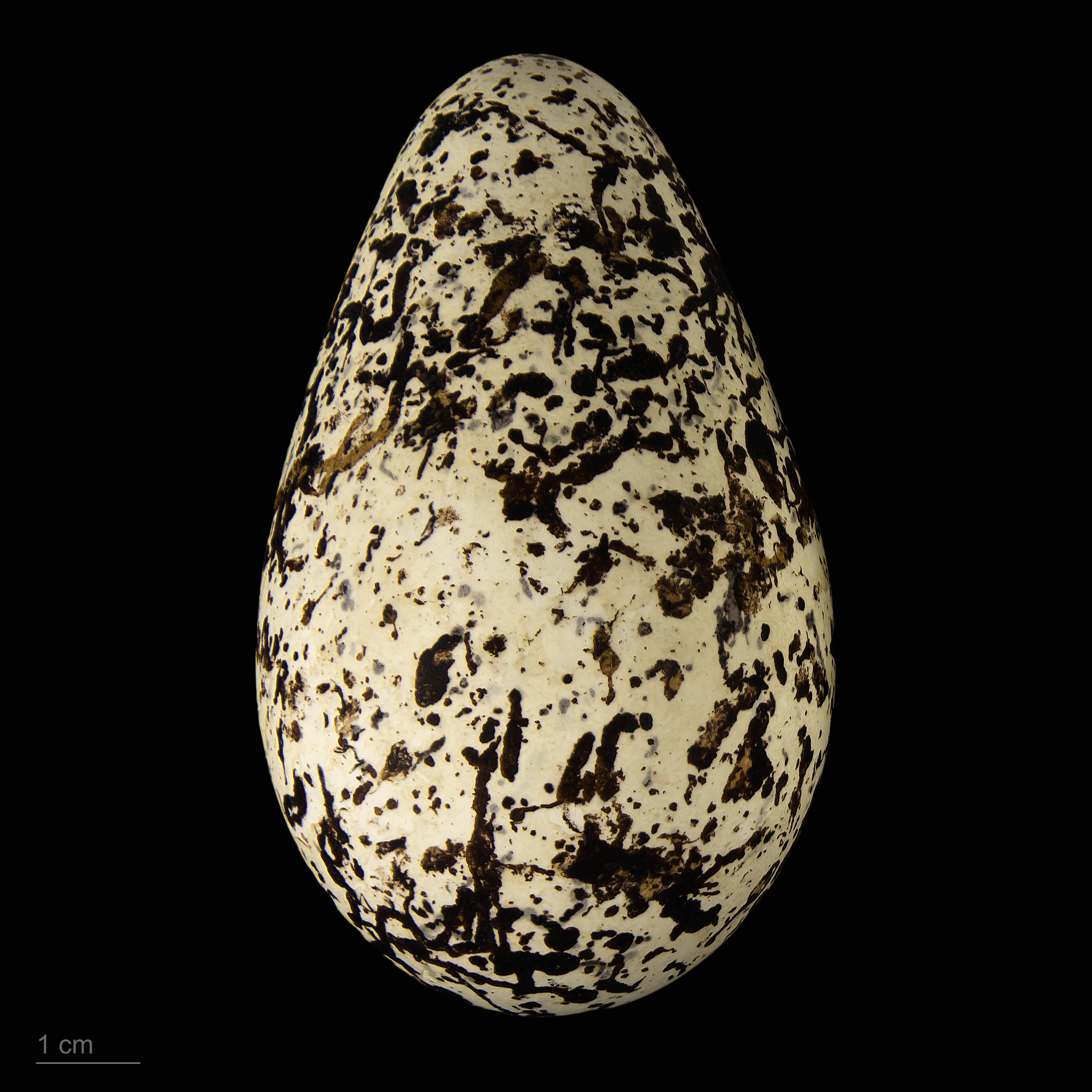
Museum specimen